# Hampala macrolepidota
Hampala macrolepidota е вид лъчеперка от семейство Шаранови (Cyprinidae). Видът не е застрашен от изчезване.

## Разпространение и местообитание
Разпространен е в Бруней, Индонезия (Калимантан, Суматра и Ява), Камбоджа, Лаос, Малайзия (Западна Малайзия, Сабах и Саравак) и Тайланд.
Обитава пясъчните дъна на сладководни басейни, реки и потоци.

## Описание
На дължина достигат до 70 cm.